# Dada Life
Dada Life is een Zweeds electrohouseduo, bestaande uit Olle Corneer en Stefan Engblom. In 2011 was Dada Life verkozen tot 38e in de jaarlijkse top 100 van DJ Magazine van de populairste dj's.
Stefan Engblom brengt ook remixen uit onder de alias Phatzoo. Olle Corneer produceert ook samen met Anthony Mill onder de alias Super Viral Brothers. Hij werkt ook solo onder de naam Dibaba.

## Discografie

### Albums
| Album met eventuele hitnotering(en) in de Nederlandse Album Top 100 | Datum van verschijnen | Datum van binnenkomst | Hoogste positie | Aantal weken | Opmerkingen |
| ------------------------------------------------------------------- | --------------------- | --------------------- | --------------- | ------------ | ----------- |
| Just do the Dada                                                    | 26-06-2009            | -                     |                 |              |             |
| Just do the Dada (Extended and remixes)                             | 2010                  | -                     |                 |              |             |
| The rules of Dada                                                   | 15-10-2012            | -                     |                 |              |             |

| Album met hitnotering(en) in de Vlaamse Ultratop 200 albums | Datum van verschijnen | Datum van binnenkomst | Hoogste positie | Aantal weken | Opmerkingen |
| ----------------------------------------------------------- | --------------------- | --------------------- | --------------- | ------------ | ----------- |
| The rules of Dada                                           | 2012                  | 27-10-2012            | 191             | 1*           |             |

### Singles
| Single met eventuele hitnotering(en) in de Nederlandse Top 40 | Datum van verschijnen | Datum van binnenkomst | Hoogste positie | Aantal weken | Opmerkingen                |
| ------------------------------------------------------------- | --------------------- | --------------------- | --------------- | ------------ | -------------------------- |
| Fun fun fun                                                   | 03-12-2007            | -                     |                 |              | Nr.63 in de Single Top 100 |
| Kick out the epic motherf**ker                                | 05-12-2011            | 07-04-2012            | tip16           | -            |                            |

| Single met hitnotering(en) in de Vlaamse Ultratop 50 | Datum van verschijnen | Datum van binnenkomst | Hoogste positie | Aantal weken | Opmerkingen                                  |
| ---------------------------------------------------- | --------------------- | --------------------- | --------------- | ------------ | -------------------------------------------- |
| Fun fun fun                                          | 2007                  | 01-12-2007            | 12              | 16           |                                              |
| Happy hands & happy feet                             | 2009                  | 20-06-2009            | 49              | 1            |                                              |
| Let's get bleeped tonight                            | 2009                  | 19-12-2009            | tip19           | -            |                                              |
| Tomorrow (Give in to the night)                      | 2010                  | 31-07-2010            | 16              | 3            | met Dimitri Vegas, Like Mike & Tara McDonald |
| Unleash the f**king Dada                             | 2010                  | 22-01-2011            | tip14           | -            |                                              |
| Kick out the epic motherf**ker                       | 2012                  | 23-06-2012            | tip45           |              |                                              |
| Feed the dada                                        | 2012                  | 20-10-2012            | tip53           |              |                                              |

## Muziekvideo's
- Happy Hands & Happy Feet
- Let's Get Bleeped Tonight
- Unleash the F***ing Dada
- White Noise / Red Meat
- Fight Club Is Closed (It's Time For Rock'n'Roll)
- Happy Violence
- Rolling Stones T-Shirt
- Feed The Dada
- Boing Clash Boom
- One Smile

## Nummers

### Singles
2006
- "Big Time"
- "Have Triangle Every Day"

2007
- "The Great Fashionista Swindle"
- "This Machine Kills Breakfasts"
- "We Meow, You Roar"

2008
- "Sweeter Than Fever"
- "Your Favourite Flu"
- "Fun Fun Fun"
- "The Great Smorgasbord"
- "Cash In Drop Out"

2009
- "Happy Hands & Happy Feet"
- "Sweet Little Bleepteen"
- "Let's Get Bleeped Tonight"
- "Smile You're On Dada"
- "Love Vibrations"

2010
- "Just Bleep Me (Satisfaction)"
- "Cookies With a Smile"
- "Tomorrowland Anthem" / "Give In to the Night"
- "Unleash the F***ing Dada"

2011
- "White Noise" / "Red Meat"
- "Fight Club Is Closed (It's Time For Rock'n'Roll)"
- "Happy Violence"
- "Kick Out the Epic Motherf**ker"

2012
- "Rolling Stones T-Shirt"
- "Feed The Dada"

2013
- "So Young So High"
- "Born To Rage"
- "This Machine Kills Ravers"

2014
- "One Smile"

### Remixes
2007
- Tonite Only – Where The Party's At (Dada Life Remix)
- Markus Lange & Daniel Dexter – Acidkids (Dada Life Remix)

2009
- Alex Gopher – "Handguns (Dada Life Remix)"
- Dimitri Vegas & Like Mike – "Under The Water (Dada Life Remix)"
- Moonbootica – "The Ease (Dada Life Remix)"
- Moonflower & ABS – "Feel Free (Dada Life Remix)"
- Super Viral Brothers – "Hot Chocolate (Dada Life Remix)"
- Albin Myers – "Times Like These (Dada Life Remix)"
- Eric Prydz – "Pjanoo (Dada Life Guerilla Fart #7)"
- Shark & Sylvain – "Call Me (Dada Life Remix)"

2010
- MVSEVM – "French Jeans (Dada Life Remix)"
- Young Rebels & Francesco Diaz – Damascus (Dada Life Remix)
- Erik Hassle – "Hurtful (Dada Life Remix)"
- Gravitonas – "Kites (Dada Life Remix)"
- Tim Berg – "Alcoholic (Dada Life Remix)"
- Kaskade – "Dynasty (Dada Life Remix)"
- Dan Black feat. Kid Cudi – "Symphonies (Dada Life Remix)"
- Chickenfoot – "Oh Yeah! (Dada Life Remix)"
- Kylie Minogue – "All The Lovers (Dada Life Remix)"
- Gravitonas – "Religious (Dada Life Remix)"
- Martin Solveig feat. Dragonette – "Hello (Dada Life Remix)"
- Bart Claessen – "Catch Me (Dada Life Remix)"
- Malente – "Music Forever (Dada Life Remix)"
- Boy 8-Bit – "Suspense Is Killing Me (Dada Life Guerilla Fart #5)"
- Staygold – "Video Kick Snare (Dada Life Remix)"
- Designer Drugs – "Through the Prism (Dada Life Remix)"

2011
- Lady Gaga – "Born This Way (Dada Life Remix)"
- Hardwell – "Encoded (Dada Life Remix)"
- Mustard Pimp – "ZHM (Dada Life Remix)"
- David Guetta & Taio Cruz – "Little Bad Girl (Dada Life Guerilla Fart #13)"
- Duck Sauce – "Big Bad Wolf (Dada Life Remix)"
- Chuckie – "Who Is Ready To Jump (Dada Life Remix)"
- November fall – Deejay Smiley (Dada Life included)

2012
- Afrojack & R3hab – "Prutataaa (Dada Life Remix)"
- Mylo – "Drop The Pressure (Dada Life Guerilla Fart #14)"
- Madonna – "Girl Gone Wild (Dada Life Remix)"
- Kaskade – "Llove (Dada Life Remix)"
- Justin Bieber – Boyfriend (Dada Life Remix)"

2013
- Marina and the Diamonds – "How To Be A Heartbreaker (Dada Life Remix)"

### Guerilla Fart's
- M.I.A – XR2 (Dada Life Guerilla Fart #1)
- Hot Chip – Ready For The Floor (Soulwax Nite Version) (Dada Life Guerilla Fart #2)
- Pomomofo – Back At The Club (Boy 8-Bit Remix) (Dada Life Guerilla Fart #3)
- Lykke Li – Dance, Dance, Dance (Dada Life Guerilla Fart #4)
- Boy 8-Bit – The Suspense Is Killing Me (Dada Life Guerilla Fart #5)
- Boys Noize – Lava Lava (Dada Life Guerilla Fart #6)
- Eric Prydz – Pjanoo (Dada Life Guerilla Fart #7)
- The Timelords/KLF – Doctorin’ The Tardis (Dada Life Guerilla Fart #8)
- Domino – I will Rock you (Dada Life Guerilla Fart #9)
- Simian Mobile Disco – Audacity Of Huge (Dada Life Guerilla Fart #10)
- Cajmere – Percolator (Dada Lïfe Guerïlla #Fart 11)
- Steve Aoki & Laidback Luke ft. Lil Jon vs. Rednex – Cotton Eye Turbulence (Dada Life Guerilla Fart #12)
- David Guetta feat. Taio Cruz & Ludacris – Little Bad Girl (Dada Life Guerilla Fart #13)
- Mylo – Drop The Pressure (Dada Life Guerilla Fart #14)